# НПО «Наука»
ПАО НПО «Наука» — российское промышленное предприятие, занимающееся разработкой и производством систем кондиционирования воздуха, систем автоматического регулирования давления летательных аппаратов, систем жизнеобеспечения космических аппаратов и входящих в них агрегатов.
Полное наименование — Публичное акционерное общество Научно-производственное объединение «Наука».

## История
История предприятия начинается с конца XIX века от завода «Дукс», участвовавшего в создании первых российских самолётов.
В 1918 году после национализации «Дукс» был переименован в «Государственный авиационный завод № 1» (ГАЗ № 1). Впоследствии, в начале 1930-х годов было принято решение о выделении из состава ГАЗ № 1 ряда специализированных производств. Так 13 октября 1931 года был создан завод № 34 — сегодня ПАО НПО «Наука».
В 1934 году на заводе начался выпуск радиаторов для авиационных двигателей, так необходимых для расширяющегося самолётостроения. В 1939 году при заводе создается конструкторское бюро, получившее в 1940 году статус особого конструкторского бюро по радиаторам (ОКБ-34), с 1942 года оно переименовывается в ОКБ-124. ОКБ занимается конструированием новых видов радиаторов и других теплообменных агрегатов.
После Великой Отечественной войны, во время которой предприятие занималось выпуском и ремонтом авиационных радиаторов, начинается планомерное расширение КБ и производства. В конце 1940-х - начале 1950-х годов разрабатываются и выпускаются новые изделия: кислородные системы, нагревательные устройства, регуляторы температуры и давления, турбохолодильники.
Появление реактивной авиации потребовало от ОКБ и завода создания целого ряда новых приборов и агрегатов для жизнеобеспечения экипажа и пассажиров в условиях высотных полетов.
С конца 50-х годов XX века начались работы над созданием систем кондиционирования воздуха и систем автоматического регулирования давления для самолётов и вертолётов. Эти системы успешно эксплуатируются на самолётах Ту-134, Ту-154, Ил-62, Ил-86, Ил-76, Ан-22, Ан-124, Ан-225, Ан-70, Ан-148 и др. В последние годы созданы системы для объектов Ту-204, Ту-334, Ил-96, Ил-114, Ан-140 и т. д., в которых использованы новые технические решения, в частности, 3-колёсный турбохолодильник на газовых опорах, высадка влаги на линии высокого давления и утилизация влаги для интенсификации теплообмена, модульное исполнение, цифровые системы управления и др.
Созданные к началу космической эры конструкторская, производственная и испытательная базы позволили в сжатые сроки разработать все необходимые элементы систем терморегулирования, обеспечения газового состава, регулирования давления и водообеспечения обитаемых космических кораблей. Гордость предприятия — созданный впервые в мире комплекс систем, обеспечивающих жизнедеятельность и нормальные условия полёта первого человека в космос на корабле «Восток».
Позже комплексами систем, разработанными на предприятии, оснащались космические объекты: «Восход», «Союз», «Салют», «Прогресс», «Мир», «Алмаз», «Луна», «Марс», «Венера», а также грузовой модуль, служебный модуль и др. для МКС.
Сложнейший комплекс систем с применением новых технических решений был разработан для орбитального космического корабля «Буран».
Во все исторические периоды предприятие выпускало изделия для народного хозяйства: системы кондиционирования различных транспортных средств, медицинские аппараты, агрегаты для работы в условиях вечной мерзлоты и многое другое.

## Дочерние общества и филиалы
- Чкаловское отделение Испытательного центра (Московская область, г. Щелково-10);
- Производственно-испытательный комплекс – филиал ПАО НПО «Наука» (Владимирская область, пос. Першино).
- ООО «Лаборатория инноваций НПО «Наука», разработки в области полимерных покрытий, поставками металлорежущего инструмента и оснастки, производством  систем безопасности в электроэнергетике.
- ООО «Наука-Энерготех»,  разработка энергетических установок малой мощности.
- ЗАО «Хамильтон Стандард - Наука»

Совместное предприятие ПАО НПО «Наука» и компании Hamilton Sundstrand (подразделение корпорации United Technologies, США), создано в 1994 году в Москве и специализируется на разработке и производстве теплообменников для систем кондиционирования воздуха гражданских самолётов С 2007 года ЗАО «Хамильтон Стандард - Наука» начало реализацию инвестиционного проекта по строительству научно-производственного комплекса в г. Кимры. Первый этап проекта завершён в 2008 году с запуском производства на арендованных площадях. Вторым этапом является строительство собственного комплекса, к нему приступили 26 мая 2010 года.
На предприятиях «Хамильтон Стандард - Наука», включая новый комплекс в г. Кимры, будет осуществляться проектирование и производство ряда агрегатов интегрированной системы кондиционирования воздуха (Integrated Air Management System) для российского самолёта нового поколения МС-21.

## Руководители
- Воронин, Григорий Иванович (1963—1985)

## Награды
- Орден Трудового Красного Знамени